# Opinion 2027
Opinion 2027 (em português: "opinião" ou "parecer 2027") é um parecer de 2003 da Comissão Internacional de Nomenclatura Zoológica (ICZN) abordando a conservação de 17 nomes de espécies de animais silvestres com derivativos – sendo estas subespécies – domésticos. O Opinion 2027 é uma resposta direta ao Caso 3010 e seus comentários subsequentes.

## Espécies abordadas
Os 17 nomes envolvidos são:
- Bombyx mandarina
- Bos gaurus
- Bos mutus
- Bos primigenius
- Bubalus arnee
- Camelus ferus
- Canis lupus
- Capra aegagrus
- Carassius gibelio
- Cavia aperea
- Equus africanus
- Equus ferus
- Felis silvestris
- Lama guanicoe
- Mustela putorius
- Ovis orientalis
- Vicugna vicugna

## Consequências
A opinião da comissão seria: "o 'nome de uma espécie silvestre'... não é invalidado pela virtude de ser predado pelo nome baseado em uma forma doméstica". Estas 17 espécies de animais silvestres seriam denominadas posteriormente a aos animais domésticos relevantes, por isso o uso da provisão da ICZN para a conservação. Os nomes destas espécies foram adicionadas as "Listas e Índices Oficiais de Nomes em Zoologia" (Official Lists and Indexes of Names in Zoology), sendo táxons válidos.